# Inclusió (mineralogia)

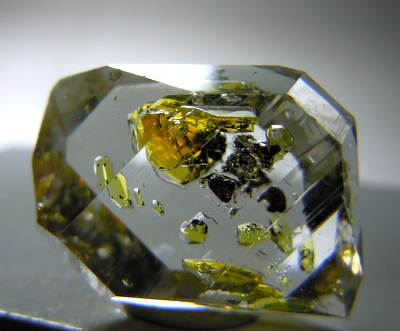
Cristall de quars amb inclusions d'hidrocarburs

En mineralogia, una inclusió és qualsevol material que ha quedat atrapat dins d'un mineral durant la seva formació. Les inclusions són generalment altres minerals o roques, encara que també poden ser aigua o substàncies en estat gasós com el gas carbònic o l'hidrogen, o diferents hidrocarburs. En el cas de l'ambre, és possible trobar insectes i plantes com a inclusions.
Les inclusions de líquids o gasos s'anomenen inclusions fluides. L'anàlisi de les bombolles de gas atmosfèric com inclusions en els nuclis dels gels és una important eina en l'estudi del canvi climàtic. Segons la llei d'inclusions de Hutton, els fragments inclosos en una roca hoste són més antics que la mateixa roca hoste.
Els xenòlits són fragments de roca que es converteixen en roques més grosses durant la seva darrera fase de desenvolupament i engruiximent. El terme xenòlit es fa servir gairebé exclusivament per a designar les inclusions mineralògiques en roques ígnies durant el flux de magma i l'erupció volcànica. De manera ampliada, també es pot referir a inclusions en roques sedimentàries.
En gemmologia, una inclusió és una característica inclosa dins d'una pedra preciosa, o que arriba a la seva superfície des del seu interior. Les inclusions són un dels factors més importants quan es tracta de valorar una joia. En moltes pedres precioses, com els diamants, les inclusions afecten la claredat de la pedra, disminuint el seu valor. En algunes, però, com en els safirs estrellats, la inclusió n'augmenta el valor. Moltes pedres precioses de colors, com l'ametista, la maragda o el safir, s'espera que tinguin aquestes inclusions i la seva presència no n'afectarà en gran manera el valor final. Les inclusions també poden ajudar a determinar si es tracta d'una pedra natural o sintètica.